# Ruppertsgrün (Fraureuth)
Ruppertsgrün ist ein Ort in der Großgemeinde Fraureuth im Landkreis Zwickau, Freistaat Sachsen und hat knapp 1600 Einwohner.

## Geografie

### Lage
Ruppertsgrün liegt im östlichen Gemeindegebiet von Fraureuth. In den westlich gelegenen Ortsteil Fraureuth der Großgemeinde geht die Bebauung nahtlos über. Durch den Ort fließt der Lohbach, ein Zufluss der Pleiße. Ruppertsgrün liegt im Naturraum Oberes Pleißeland. In der nordöstlichen Ortsflur von Ruppertsgrün befindet sich das Bogendreieck Werdau, in dem die Bahnstrecke Dresden–Werdau in die Bahnstrecke Leipzig–Hof einmündet.

### Nachbarorte
|            | Leubnitz                                    |             |
| Fraureuth  | Kompassrose, die auf Nachbargemeinden zeigt | Steinpleis  |
| Beiersdorf |                                             | Gospersgrün |

## Geschichte

### 12. bis 18. Jahrhundert

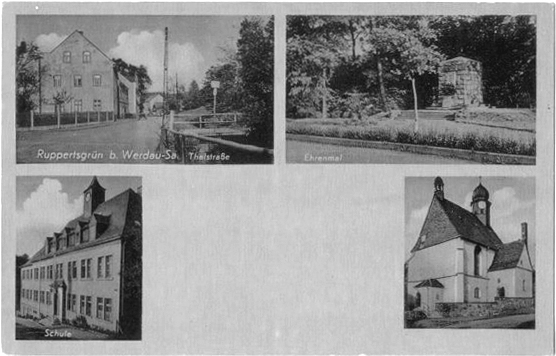
Historische Ansichtskarte von Ruppertsgrün

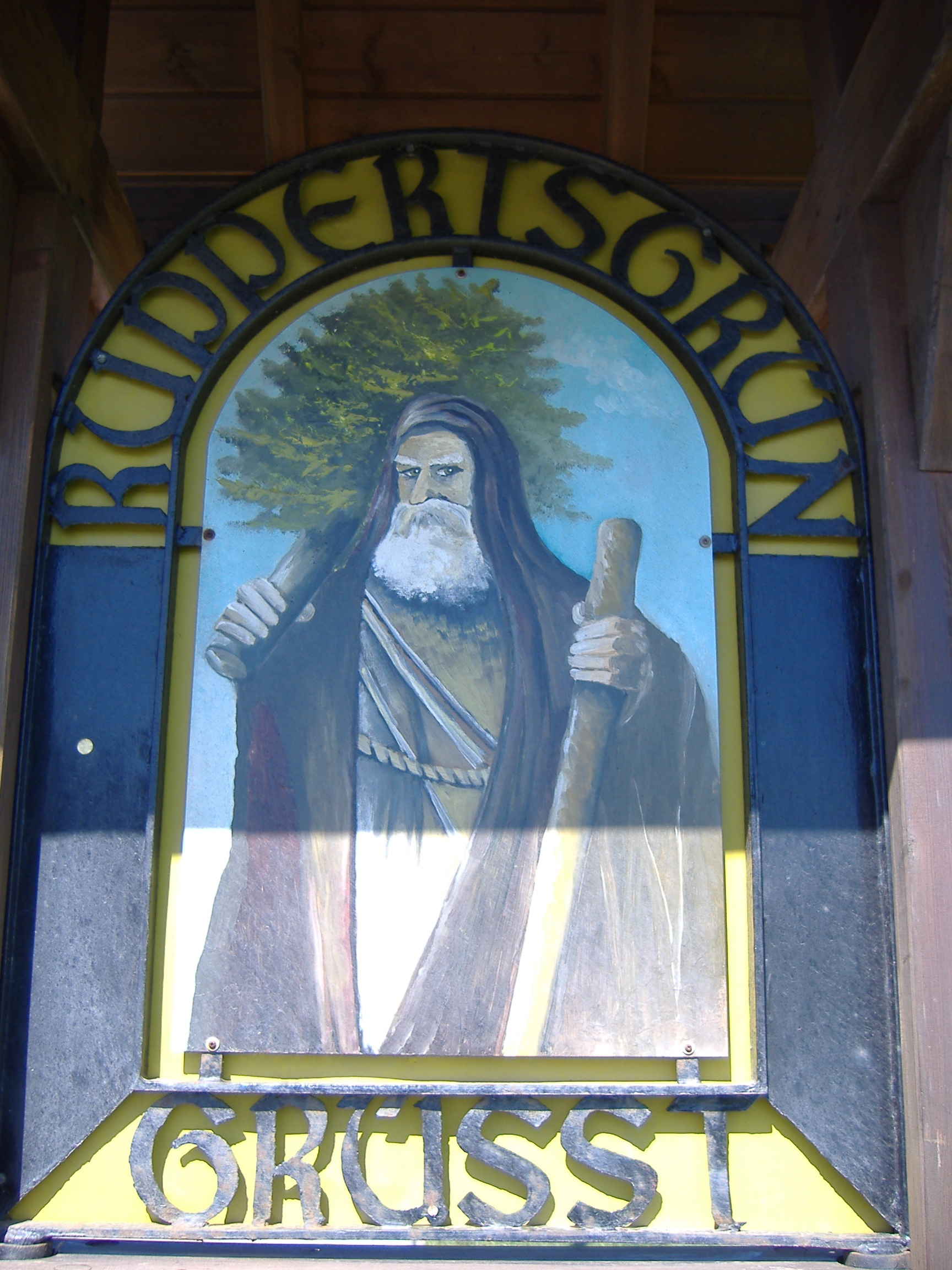
Willkommen in Ruppertsgrün

Der Name Ruppertsgrün leitet sich von seinem Gründer Ruppert ab. Der Name Rupert ist althochdeutsch und bedeutet so viel wie "der durch seinen Ruhm Glänzende" (Ruprecht = alte deutsche Variante, durch die später Rupert, bzw. Ruppert entstand).
Gemäß alten Aufzeichnungen wurde der Ort u. a. durch Siedler aus Böhmen und Franken zwischen 1150 und 1190 im Rahmen der zweiten Etappe der Ostkolonisation gegründet. Ruppertsgrün war eine kleine Bauernsiedlung. Eine erste urkundliche Erwähnung des Ortes als Ruprechczgrune stammt vom 11. Mai 1398. Darin werden die Herren von Schönfels mit Hans von Schoninvels (vgl. auch Burg Schönfels) als die Besitzer des Rittergutes in Ruppertsgrün genannt. Auf die Entwicklung des Ortes hatten diese wesentlichen Einfluss. Durch sie wurde das Dorf mehrere Jahrhunderte lang regiert. Viele Bauern lebten in Leibeigenschaft zur Herrschaft von Schönfels und hatten in der Zeit des Feudalismus ihren Frondienst an diese zu leisten. Erst im Jahr 1865 endete das Abhängigkeitsverhältnis des Ortes zur Herrschaft von Schönfels. Noch heute findet sich das Familiengrab der Familie von Schönfels auf dem Ortsfriedhof von Ruppertsgrün. 1505 wurde die Schlosskapelle unter Siegmund von Schönfels eingeweiht und in den Jahren 1513 bis 1515 stiftete die Familie von Schönfels dem Ort eine Kirche mit Kirchschule (gegenüber der heutigen Kirche). Zunächst hielten Mönche aus Frankenhausen den Gottesdienst ab. 1515 erhielt Ruppertsgrün das Patronatsrecht über Kirche und Schule. Zu dieser Zeit gehörte Ruppertsgrün zum Kurfürstentum Sachsen. Die Einwohner des Dorfes verdienten sich ihren Lebensunterhalt mit Landwirtschaft, Ackerbau aber auch mit Hausspinnerei und Weberei sowie mit Arbeit in einer Brauerei und einer Mühle. 1547 marschierte Kaiser Karl V. von Plauen kommend durch Ruppertsgrün nach Werdau gegen Kurfürst Friedrich von Sachsen. Bei einem Brand am 24. Mai 1724 wurden sämtliche Wirtschaftsgebäude des Rittergutes Ruppertsgrün zerstört. Diese baute man später wieder auf und 1796 wurden ein Brauhaus und 1852 ein Braukeller in Ruppertsgrün errichtet.

### 19. Jahrhundert bis zur Gegenwart

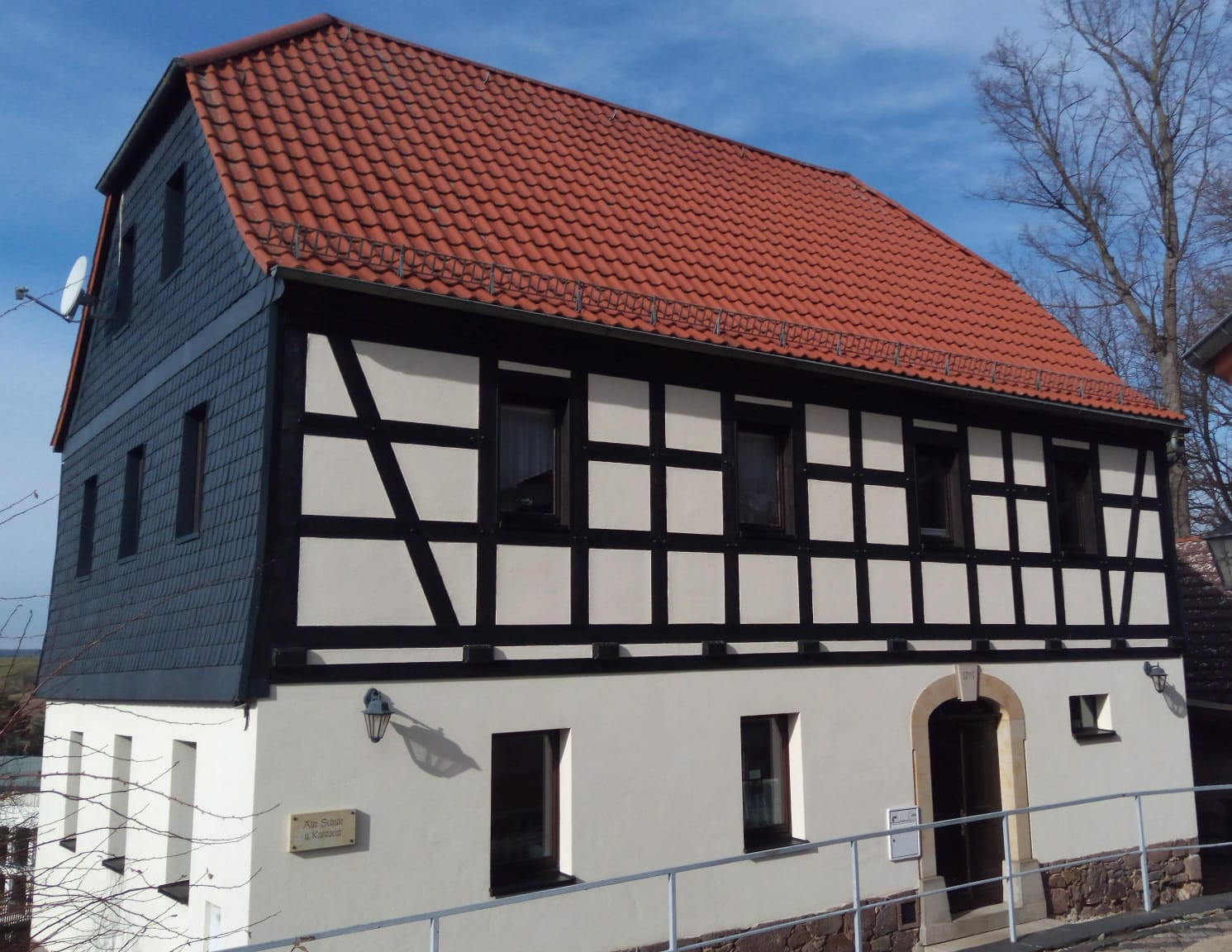
Alte Dorfschule in Ruppertsgrün und Kantorat von 1793

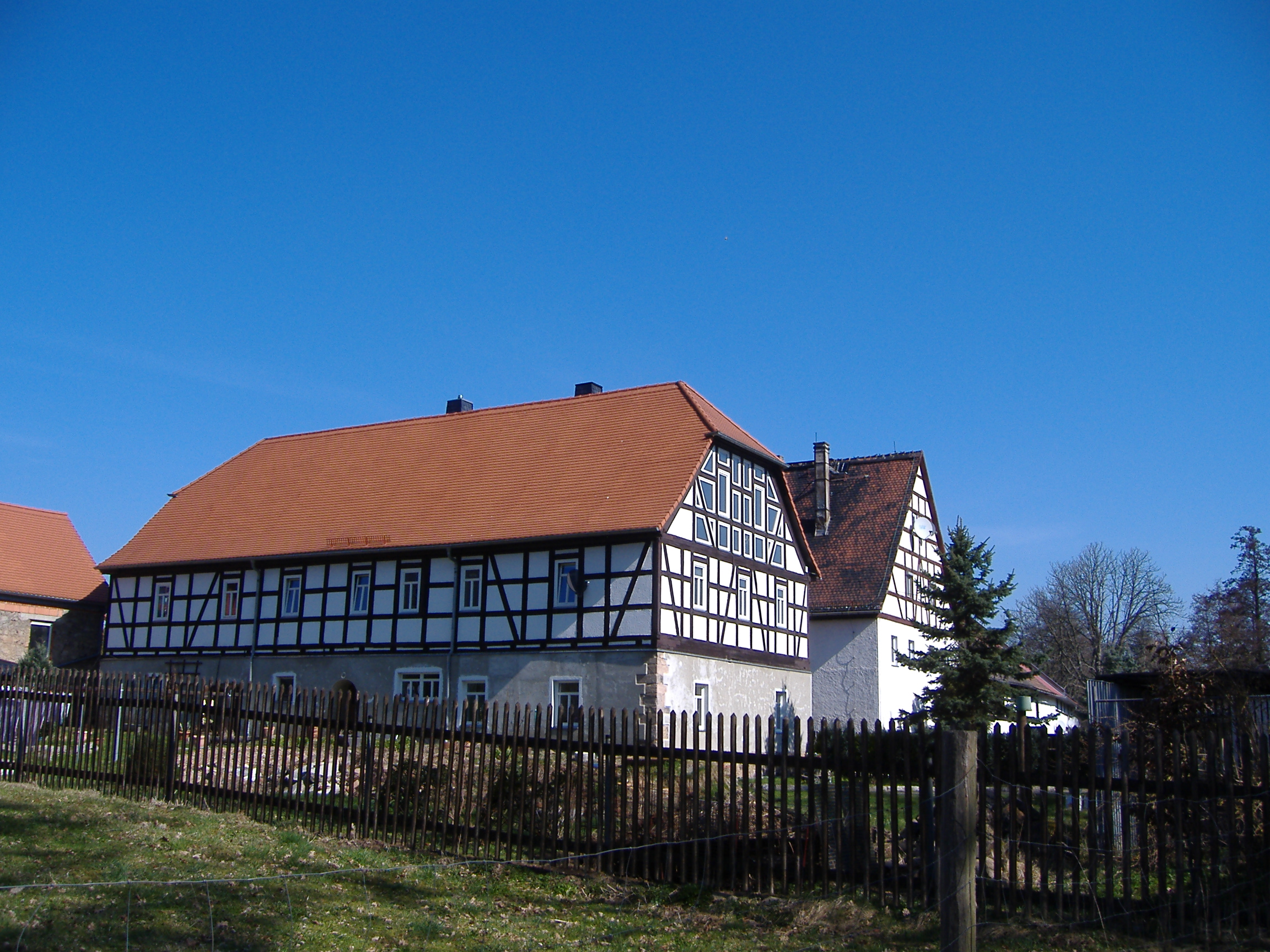
Ehemaliges Rittergut Ruppertsgrün

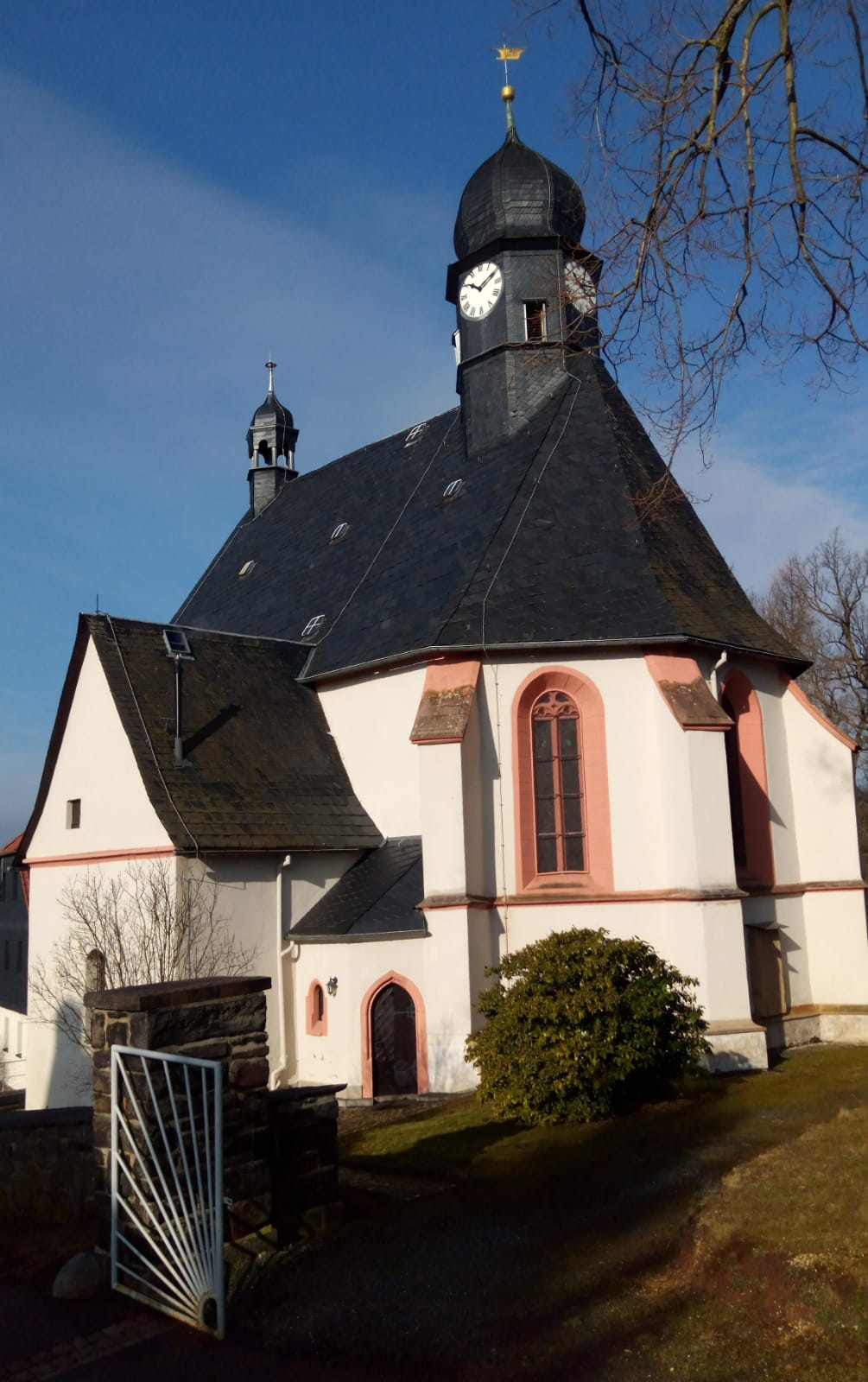
Dorfkirche

Zur Zeit der Befreiungskriege litt Ruppertsgrün zwischen 1812 und 1814 durch die Einquartierung kaiserlich-österreichischer und kaiserlich-russischer Truppen. 1834 begann der Bau einer Chaussee von Werdau aus durch die Flure von Ruppertsgrün bis nach Reichenbach und 1844 entstand im Zuge des Baus der Sächsisch-Bayrischen Eisenbahnlinie das Ruppertsgrüner Bogendreieck. Mit fortschreitender Industrialisierung änderte sich auch das Ortsbild von Ruppertsgrün, vor allem durch die enorme Entwicklung der Textilindustrie in dieser Region Sachsens. Bereits im Jahr 1845 zählte die Industriegemeinde Ruppertsgrün ca. 1350 Einwohner. 1855 und 1856 kaufte Eduard Heinrich von Schönfels zwei Spinnereien des Fabrikanten Hofmann in Ruppertsgrün, stattete sie mit einer Dampfmaschine aus und verpachtete sie.
Die Grundherrschaft über Ruppertsgrün lag bis in die Mitte des 19. Jahrhunderts beim örtlichen Rittergut Ruppertsgrün. Ruppertsgrün gehörte bis 1856 zum kursächsischen bzw. königlich-sächsischen Amt Zwickau im Erzgebirgischen Kreis. 1856 wurde Ruppertsgrün dem Gerichtsamt Werdau zugeordnet und 1875 der Amtshauptmannschaft Zwickau angegliedert.
Im Jahr 1881 entstand ein neues Schulgebäude. Es diente bis zur Schließung 2009 als Dorfschule, u. a. als Polytechnische Oberschule (POS Arkadi Gaidar) und zuletzt als Grundschule. Seit dem Jahr 1887 bis 1908 entstanden mehrere große Textilbetriebe im Ort, z. B. die Vigogne- und Streichgarnspinnerei Ferdinand Puchert, später als Volkseigener Betrieb VEB Zweizylinderspinnerei Werdau (ZWEIGA) geführt. Der ungenutzte Gebäudekomplex der Fabrik wurde 2010 endgültig abgerissen. Seit 1899 gibt es im Ort eine Freiwillige Feuerwehr und im Jahr 1909 begann man mit dem Bau des Gasthofs Goldene Sonne, der später auch als Gemeindezentrum diente und heute neben einer Fleischerei mit Gaststätte auch eine Herberge (mit 5 Räumen), 2 Veranstaltungssäle und Kegelbahn beinhaltet.
1918 endete die Ära des Königreich Sachsens. Im Jahr 1920 wurde Ruppertsgrün der Amtshauptmannschaft Werdau zugeordnet. Durch die Auflösung des Verwaltungsbezirks kam der Ort im Jahr 1933 wieder an die Amtshauptmannschaft Zwickau, die ab 1939 Landkreis Zwickau genannt wurde. Der Erste Weltkrieg und auch der Zweite Weltkrieg brachten dem Ort Opfer. Das Kriegerdenkmal für die Gefallenen des Ersten Weltkrieges kennzeichnet noch heute das Ortsbild. Am 26. und 27. Januar 1945 wurden die Leichen von vier KZ-Häftlingen auf Ruppertsgrüner Flur gefunden. Diese stammen von den Todesmärschen des KZ Auschwitz (inkl. Außenlager), die kurz vor der Befreiung "geräumt" wurden. Am 26. Januar 1945 wurde ein Häftling von einem SS-Mann auf der Flucht erschossen. Drei andere Tote fand man an der Bahnstrecke Leipzig–Hof am 27. Januar 1945. Sie wurden in der Dunkelheit und ohne Aufsehen auf dem Ruppertsgrüner Friedhof bestattet.
Im April 1945 wurde der Ort von der US Army befreit. Dieser musste dann jedoch nach der Potsdamer Konferenz an die sowjetische Besatzungszone abgegeben werden. Die US-Armee zog ihre Streitkräfte von Westsachsen nach Bayern ab. Im September 1945 begann die Bodenreform in Deutschland, die Textilfabrik und das Rittergut wurden zu Volkseigentum. Seit 1949 gehörte der Ort zur DDR. Durch die zweite Kreisreform in der DDR kam die Gemeinde Ruppertsgrün im Jahr 1952 zum Kreis Werdau im Bezirk Chemnitz (1953 in Bezirk Karl-Marx-Stadt umbenannt). Das alte Rittergut diente nunmehr u. a. als Wohnhaus und Teil der LPG (Landwirtschaftliche Produktionsgenossenschaft). In den 1950er Jahren entstand in Richtung Steinpleis die Industriesiedlung, Wohnungsneubauten der DDR, die hauptsächlich von Arbeitern des VEB Wälzlagerwerkes Fraureuth und der LPG bewohnt wurden.
Die deutsche Wiedervereinigung 1990 brachte weitere größere Baumaßnahmen, Ruppertsgrün gehörte nun zum sächsischen Landkreis Werdau und man begann u. a. mit dem Bau eines neuen Ortskerns und den Neubauten Am Park. Am 1. Januar 1994 wurden Beiersdorf und Gospersgrün eingemeindet. Im gleichen Jahr wurde die Gemeinde Ruppertsgrün Teil des neu gegründeten Landkreises Zwickauer Land, der im Jahr 2008 im Landkreis Zwickau aufging. Am 1. Januar 1998 verlor Ruppertsgrün seine Selbstständigkeit und wurde mit Fraureuth zur Großgemeinde Fraureuth zusammengeschlossen.

## Impressionen von Ruppertsgrün

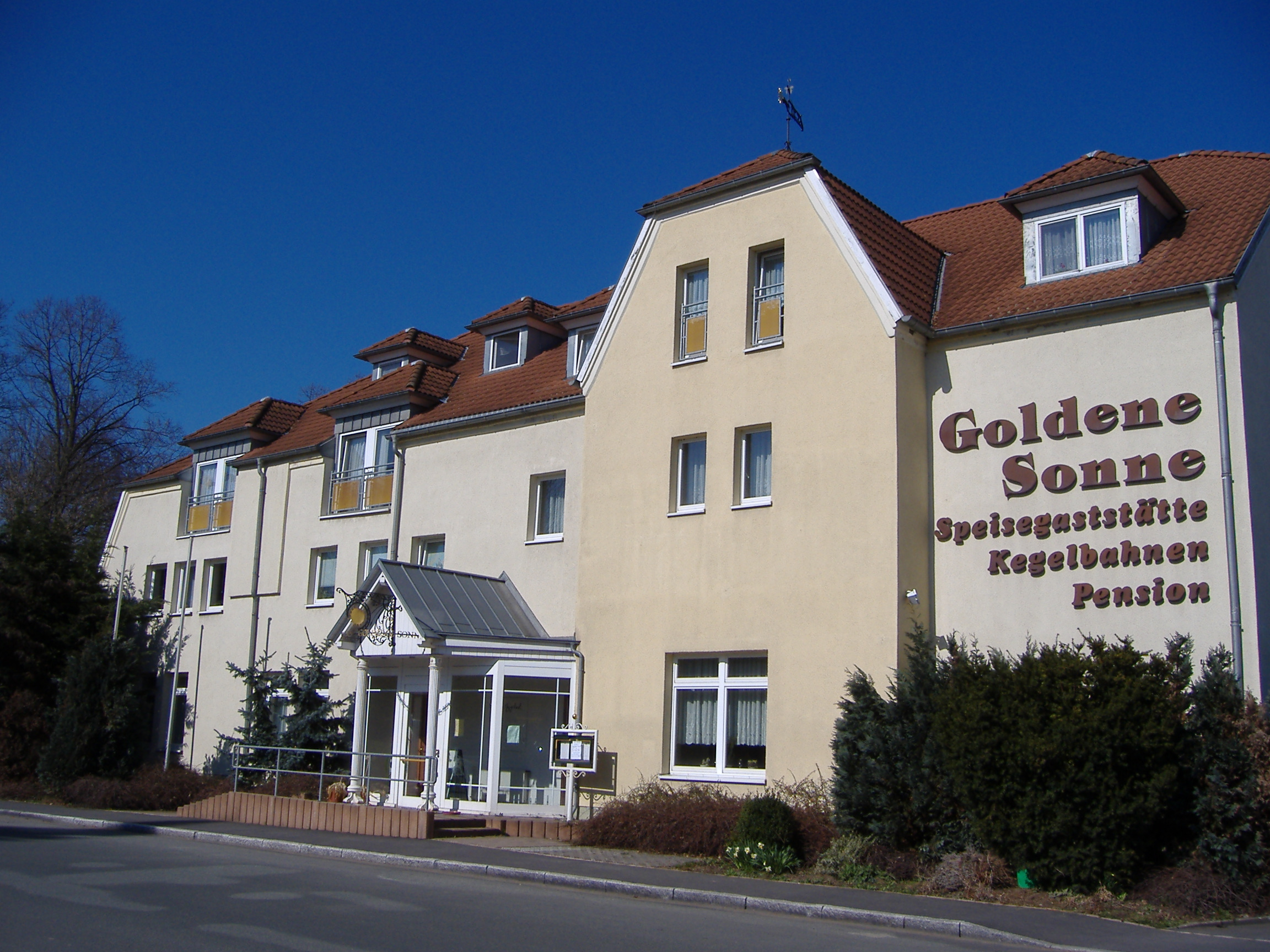
Ehem. Gasthof Goldene Sonne
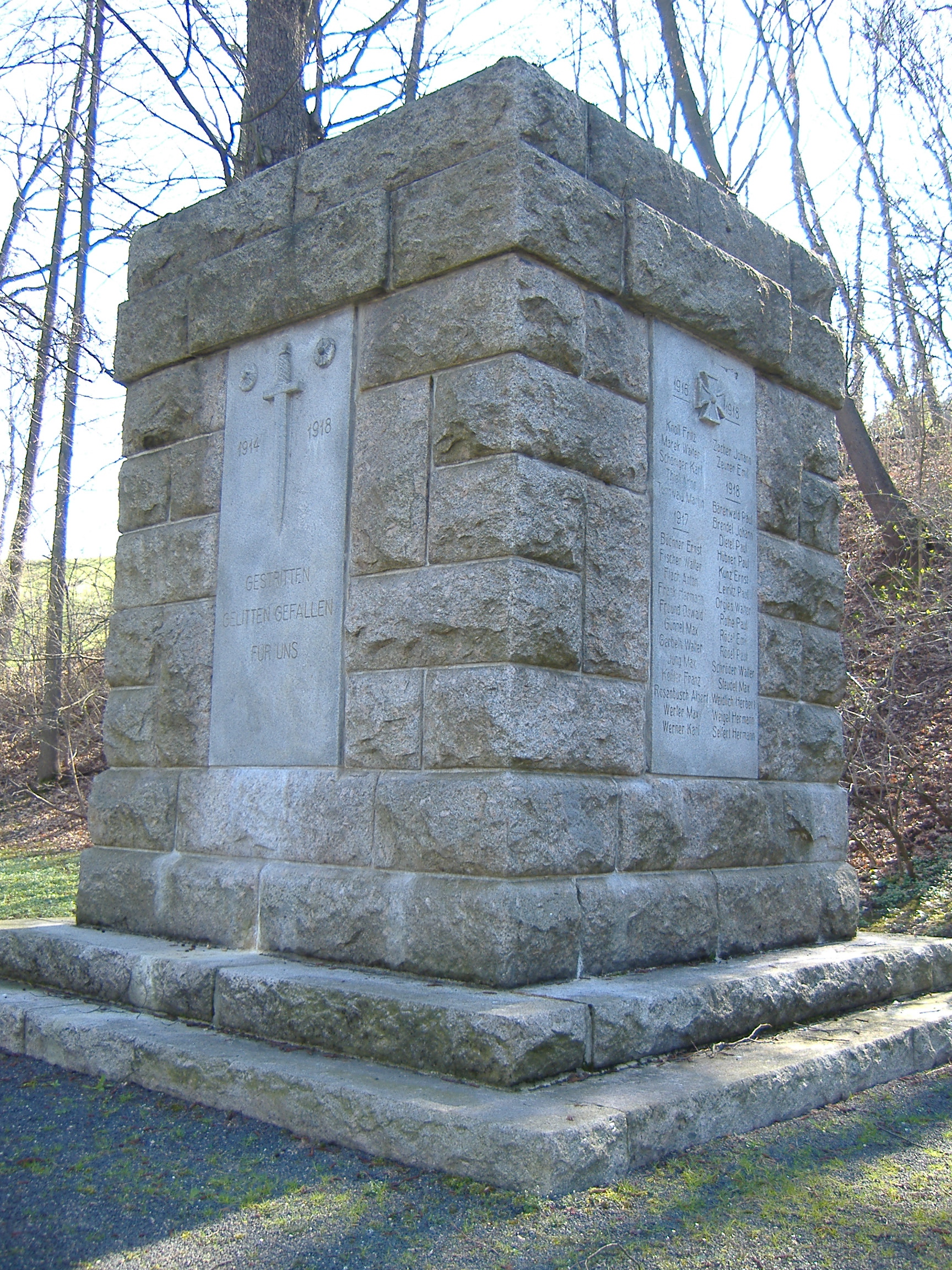
Kriegerdenkmal für die Gefallenen des Ersten Weltkrieges
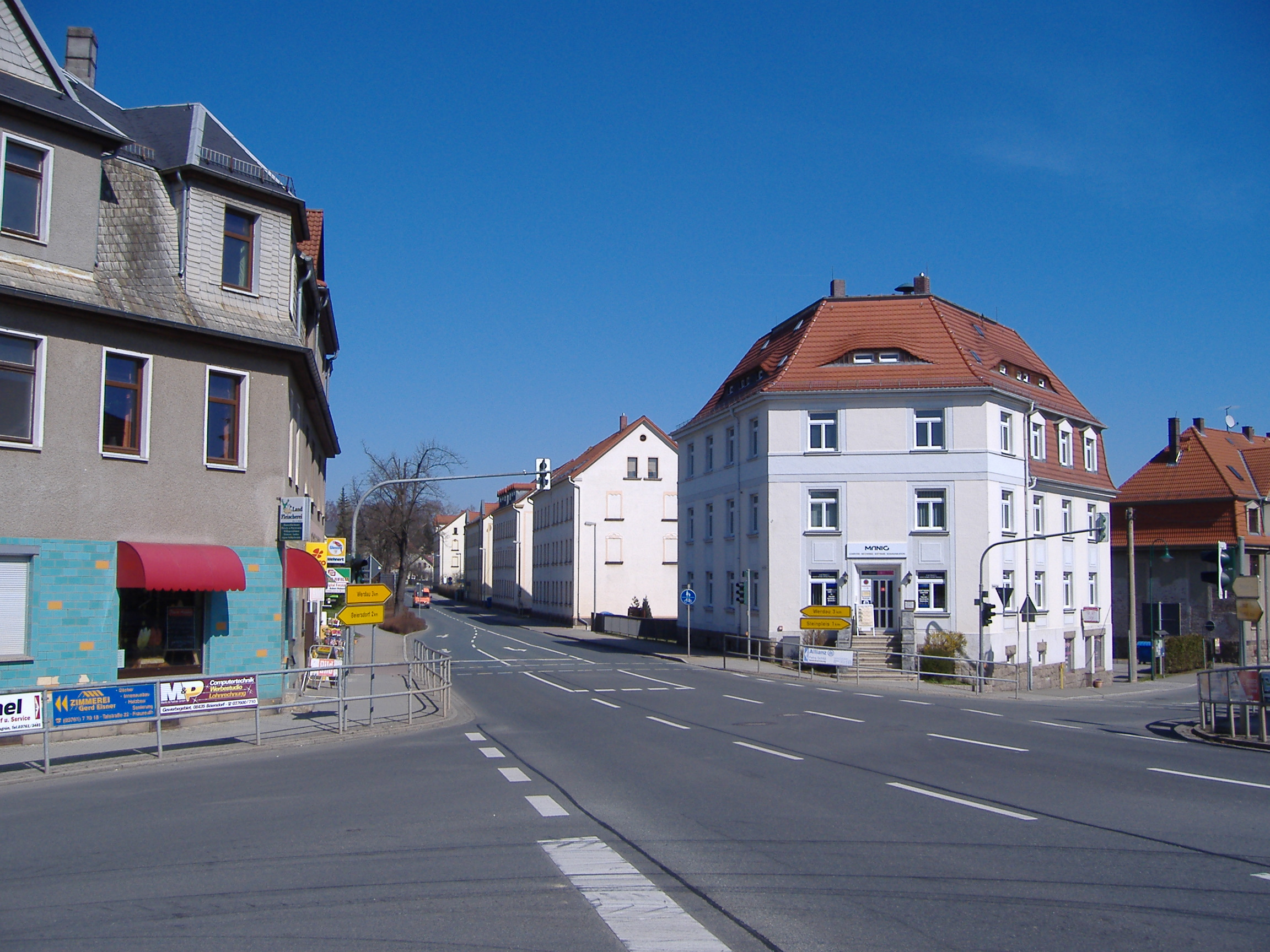
Ruppertsgrün "Zentrum"
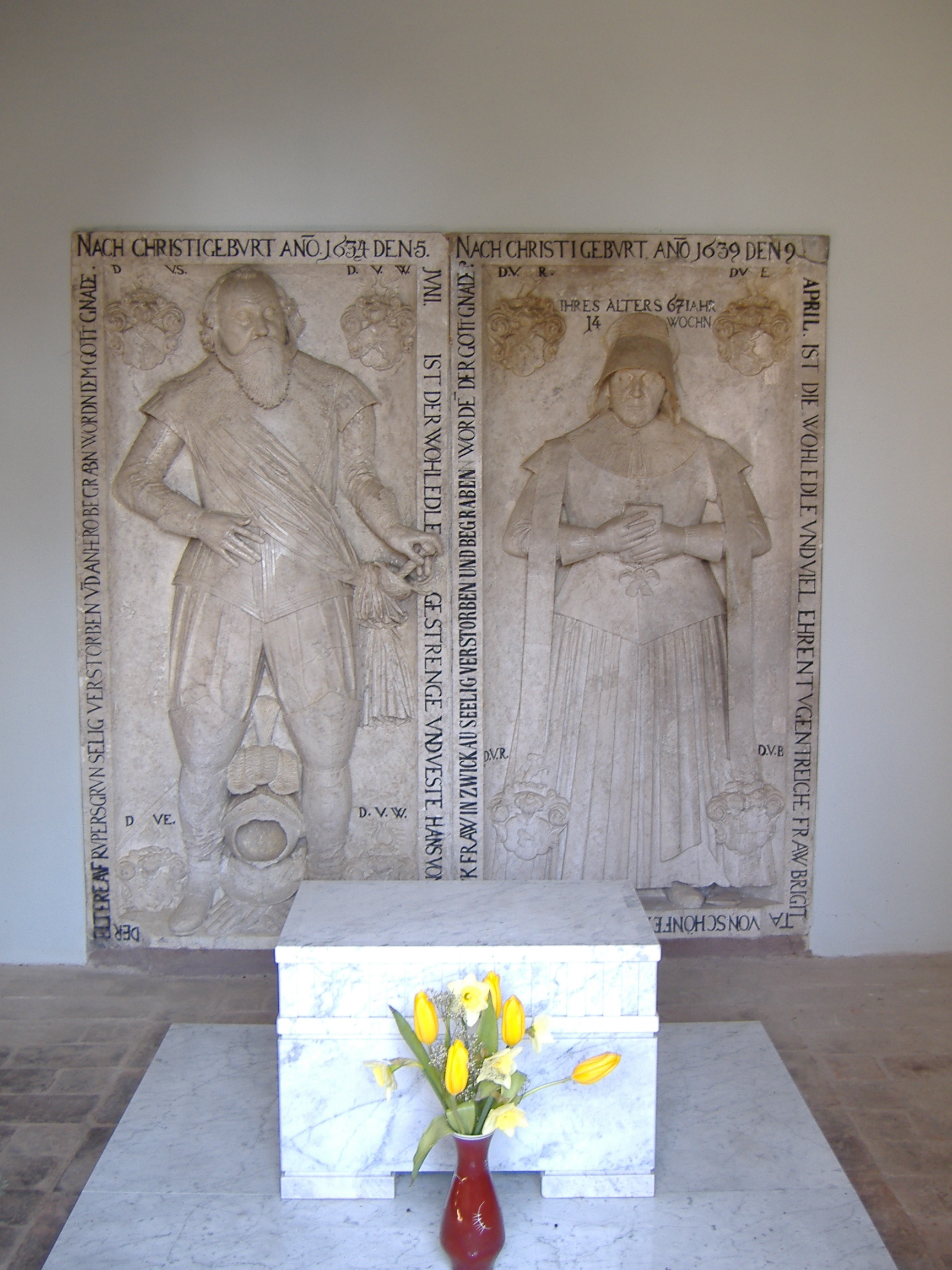
Grabstätte der Familie von Schönfels auf dem Ortsfriedhof
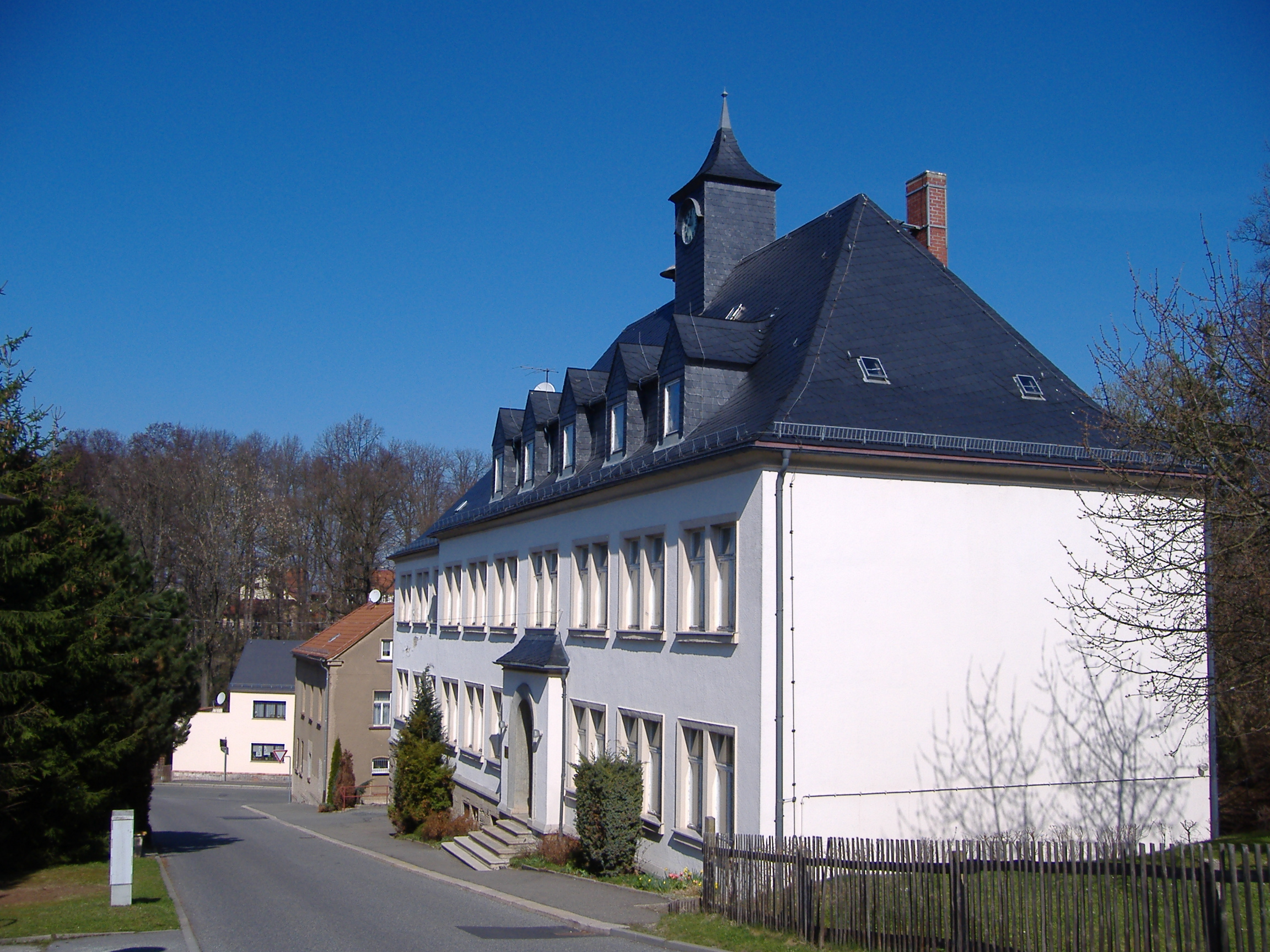
Ehem. Schule
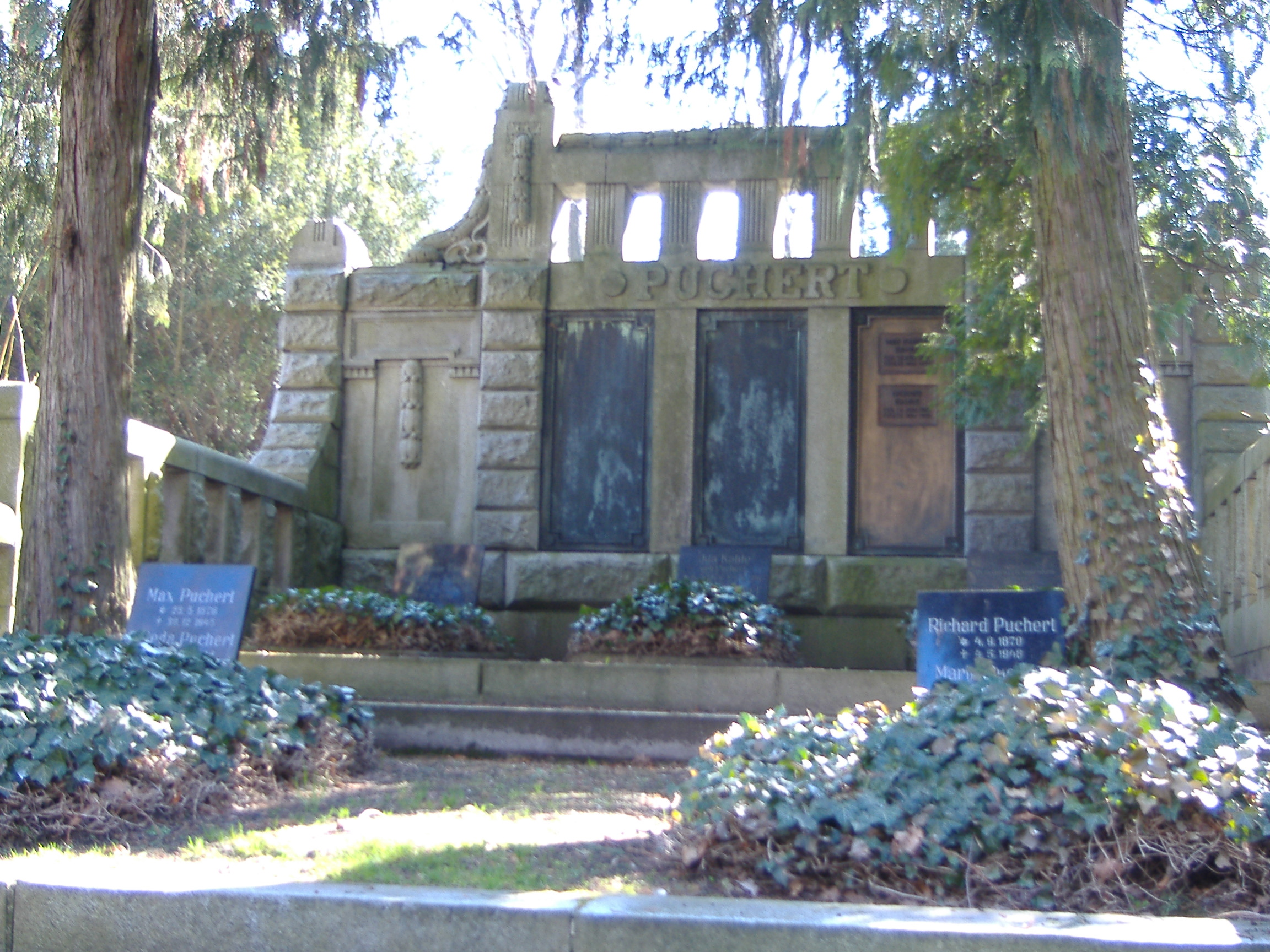
Grabstätte der Fabrikantenfamilie Puchert auf dem Ortsfriedhof

## Gedenkstätten

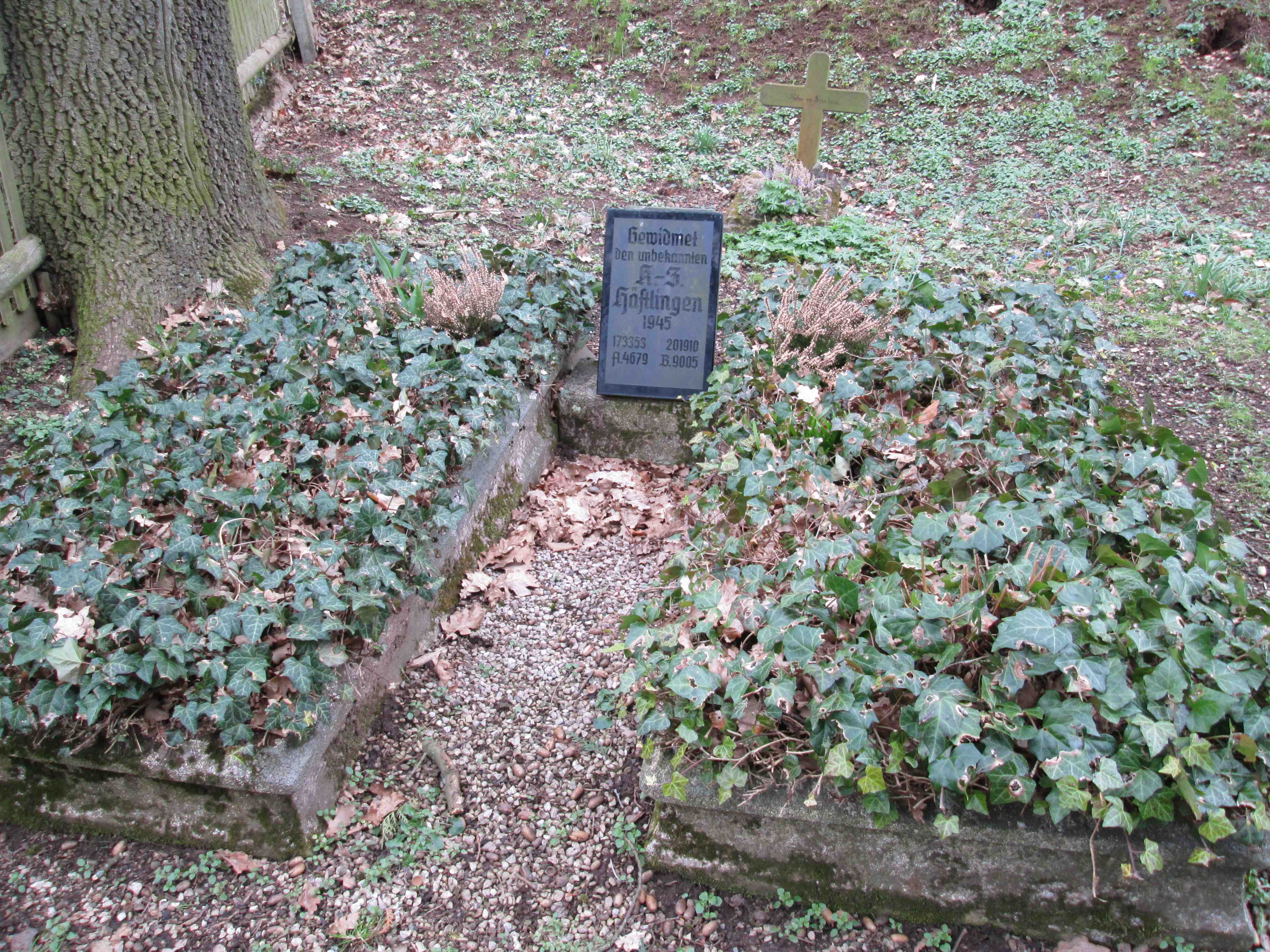
Unbekannte KZ-Häftlinge auf dem Ortsfriedhof

- Kriegerdenkmal zum Deutsch-Französischen Krieg 1870/71 sowie für die Opfer des Ersten Weltkrieges 1914–1918
- Grabstätte der Familie von Schönfels und der Fabrikantenfamilie Puchert auf dem Ortsfriedhof
- Grabstätte für vier KZ-Häftlinge des Todesmarsches vom 26./27. Januar 1945 aus Auschwitz

## Persönlichkeiten
- Kurt Schille (1921–2011), Wirtschaftswissenschaftler und Hochschullehrer